# حذذ (عروض)
الحذذ أو الجدد هو حذف الوتد المجموع من آخر التفعيلة. الأحذّ اسم عروض من أعاريض الشعر؛ قال ابن سيده: هو من الكامل ما حذف من آخره وتد تام كرد متفاعلن إلى متفا ونقله إلى فعلن، أو متفاعلن إلى متفا ونقله إلى فعلن، وذلك لخفتها بالحذف. وزاده الأزهري إيضاحا فقال: يكون صدره ثلاثة أجزاء متفاعلن، وآخره جزآن تامان، والثالث قد حذف منه علن وبقيت القافية متفا فجعلت فعلن أو فعلن. والقصيدة حَذّاء.